# Georg Korpás
Georg Korpás (* 23. Mai 1972 in Ungarn) ist ein ungarisch-deutscher Spezialeffekt-Maskenbildner.

## Leben
Korpás wurde in Ungarn geboren und kam als Kind mit seinen Eltern nach München, wo er bis 1990 die Schule am Winthirplatz im Stadtteil Neuhausen besuchte. Bereits als Zwölfjähriger hegte er den Wunsch, Maskenbildner zu werden. Nach einer Friseurlehre machte er eine dreijährige Ausbildung am Theater. Seit Mitte der 1990er Jahre arbeitet er als Maskenbildner.
1997 hatte er Gelegenheit für den ebenfalls aus Ungarn stammenden István Szabó zu arbeiten. Seitdem war er bei zahlreichen deutschen und internationalen Bühnen-, Film- und Fernsehproduktionen als Maskenbildner tätig. Allein in der Internet Movie Database sind knapp 100 Produktionen gelistet, an denen er beteiligt war. Eine besondere Freundschaft verbindet ihn mit Michael „Bully“ Herbig, bei dessen Produktionen er seit Ende der 1990er Jahre beginnend mit dessen Film Erkan & Stefan immer für das Maskenbild verantwortlich ist.
Er vermittelt sein Wissen in Form von Theaterseminaren und ist unter anderem Trainer der ARD.ZDF medienakademie.

„Das Maskenbild muss mit dem ‘character‘ eine Symbiose eingehen. Im Zentrum stehen nicht die falschen Zähne oder die angeklebten Ohren, sondern nur der ‘character‘.“

Korpás ist verheiratet und betreibt in München sein Atelier SFX Makeup & Prosthetics Atelier. Er ist Mitglied der SkinArt Special Make Up FX Academy in Berlin und in der Bundesvereinigung Maskenbild e.V. (BVM), in der auch einige Zeit im Vorstand saß.

## Auszeichnungen
- Deutscher Filmpreis 2010 in der Kategorie „Bestes Maskenbild“ für Wickie und die starken Männer
- Deutscher Filmpreis 2012 in der Kategorie „Bestes Maskenbild“ mit Kitty Kratschke und Katharina Nädelin für Hotel Lux